# GAZ G21
GAZ G21/G31/G51 — семейство рядных четырёхцилиндровых дизельных двигателей, выпускающихся на Горьковском автомобильном заводе с ноября 2022 года и устанавливающихся на автомобили Группы ГАЗ полной массой от 2,8 до 7,5 тонн

## История
Двигатель является локализованным вариантом двигателя Foton Aucan FD25, который был представлен в 2018 году. Ожидается, что в моторной гамме Горьковского автомобильного завода модель заменит Cummins ISF2.8 и Volkswagen EA189.
В настоящее время планируется производство двигателей GAZ G31/G51 модификаций B/C эко-стандартов Евро-3 и Евро-5. Пробег ограничен до 700000 км, а межсервисный интервал — 20000 км.
Планируется, что двигатели также будут устанавливаться на JAC Sunray в России.

## Версии
Двигатели G21 и G31 соответствуют экологическим нормам Евро-2 и Евро-3 соответственно. В них не применяются системы рециркуляции и нейтрализации отработавших газов. G51 оснащён данными системами и соответствует нормам Евро-5. В будущем планируется версия Евро-6.
Двигатели имееют 3 модификации:
| Модификация | Применение                                    |
| ----------- | --------------------------------------------- |
| A           | ГАЗель Next и ГАЗель City с 5-ступенчатой КПП |
| B           | Валдай 8 с 6-ступенчатой КПП                  |
| C           | Соболь NN и ГАЗель NN с 6-ступенчатой КПП     |